# Senatorowie IV kadencji Senatu Rzeczypospolitej Polskiej (1997–2001)

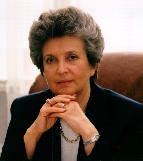
Alicja Grześkowiak – marszałek Senatu IV kadencji

Senatorowie IV kadencji zostali wybrani 21 września 1997 oraz w wyniku wyborów uzupełniających 25 czerwca 2000 i 28 stycznia 2001. Senatorowie złożyli ślubowanie na pierwszym posiedzeniu Senatu IV kadencji wyznaczonym na 21 października 1997, ich kadencja upłynęła w przeddzień pierwszego posiedzenia następnego Sejmu, tj. 18 października 2001.
W wyniku wyborów parlamentarnych w 1997 wybrano 100 senatorów. Zostali oni wyłonieni w głosowaniu większościowym w 49 okręgach wyborczych obejmujących jedno województwo, w których wybierano 2 senatorów na zasadzie większości względnej (województwo katowickie i warszawskie – 3 senatorów). 51 nowo wybranych senatorów reprezentowało Akcję Wyborczą Solidarność (AWS), 28 kandydowało z ramienia Sojuszu Lewicy Demokratycznej (SLD), 8 Unii Wolności (UW), 5 Ruchu Odbudowy Polski (ROP), 3 Polskiego Stronnictwa Ludowego (PSL), 5 mandatów uzyskali kandydaci niezależni. Wśród nich znalazło się 12 kobiet i 88 mężczyzn. Brak przynależności partyjnej deklarowało 63 wybranych senatorów. 58 osób po raz pierwszy uzyskały mandaty w polskim parlamencie, 42 osoby posiadało doświadczenie parlamentarne wynikające z zasiadania w Sejmie lub Senacie.
1. posiedzenie Senatu IV kadencji rozpoczęło się w dniu 21 października 1997, funkcję marszałka seniora pełnił najstarszy wiekiem senator – Władysław Bartoszewski.
W trakcie kadencji pięciokrotnie w dwóch terminach przeprowadzono wybory uzupełniające. W trzech przypadkach przyczyną ich zarządzenia było zrzeczenie się mandatu senatorów wybranych w wyborach parlamentarnych w 1997, po jednym – śmierć senatora i orzeczenie Sądu Apelacyjnego w Warszawie o złożeniu przez Mariana Jurczyka niezgodnego z prawdą oświadczenia lustracyjnego.

## Kluby i koła w Senacie w trakcie kadencji
| \| Ugrupowanie polityczne \| Ugrupowanie polityczne \| X 1997[5][6] \| X 2001 \| +/– \| \| ---------------------- \| ---------------------------- \| ------------ \| ------ \| --- \| \| \| Akcja Wyborcza Solidarność \| 51 \| 50 \| 1 \| \| \| Sojusz Lewicy Demokratycznej \| 28 \| 31 \| 3 \| \| \| Klub Demokratyczny Senatu \| 8 \| 7 \| 1 \| \| \| KS Ludowych i Niezależnych \| 4 \| 4 \| \| \| \| Ruch Odbudowy Polski \| 5 \| 4 \| 1 \| \| \| Alternatywa[a] \| – \| 1 \| – \| \| \| Senatorowie niezrzeszeni[b] \| 4 \| 1 \| 3 \| \| Razem \| Razem \| 100 \| 98 \| 98 \| | Podział 100 mandatów: SLD: 28 KS Ludowych i Niezależnych: 4 Klub Demokratyczny Senatu: 8 AWS: 51 ROP: 5 Niezrz.: 4 |        |        |     |
| Ugrupowanie polityczne | Ugrupowanie polityczne                                                                                             | X 1997 | X 2001 | +/– |
| | Akcja Wyborcza Solidarność                                                                                         | 51     | 50     | 1   |
| | Sojusz Lewicy Demokratycznej                                                                                       | 28     | 31     | 3   |
| | Klub Demokratyczny Senatu                                                                                          | 8      | 7      | 1   |
| | KS Ludowych i Niezależnych                                                                                         | 4      | 4      |     |
| | Ruch Odbudowy Polski                                                                                               | 5      | 4      | 1   |
| | Alternatywa | –      | 1      | –   |
| | Senatorowie niezrzeszeni                                                                                           | 4      | 1      | 3   |
| Razem | Razem | 100    | 98     | 98  |

## Prezydium Senatu IV kadencji
| Senator                                                              | Senator                | Funkcja                        | Klub                             | Czas pełnienia funkcji    | Czas pełnienia funkcji    |
| Senator                                                              | Senator                | Funkcja                        | Klub                             | Od                        | Do                        |
| -------------------------------------------------------------------- | ---------------------- | ------------------------------ | -------------------------------- | ------------------------- | ------------------------- |
|                                                                      | Władysław Bartoszewski | Marszałek senior               | Klub Demokratyczny Senatu        | 21 października 1997(dts) | 21 października 1997(dts) |
| Marszałek senior przewodniczy obradom Senatu przed wyborem Prezydium |                        |                                |                                  |                           |                           |
|                                                                      | Alicja Grześkowiak     | Marszałek Senatu               | KS Akcji Wyborczej Solidarność   | 21 października 1997(dts) | 18 października 2001(dts) |
| Andrzej Chronowski                                                   | Wicemarszałek Senatu   | KS Akcji Wyborczej Solidarność | 21 października 1997(dts)        | 3 października 2000(dts)  |                           |
|                                                                      | Tadeusz Rzemykowski    | Wicemarszałek Senatu           | KP Sojuszu Lewicy Demokratycznej | 21 października 1997(dts) | 18 października 2001(dts) |
|                                                                      | Donald Tusk            | Wicemarszałek Senatu           | Klub Demokratyczny Senatu        | 21 października 1997(dts) | 18 października 2001(dts) |
|                                                                      | Marcin Tyrna           | Wicemarszałek Senatu           | KS Akcji Wyborczej Solidarność   | 3 października 2000(dts)  | 18 października 2001(dts) |

Ponadto 21 października 1997 wybrano 7 sekretarzy: Jolantę Danielak (SLD), Stanisława Gogacza (ROP), Stanisława Jarosza (AWS), Witolda Kowalskiego (AWS), Andrzeja Mazurkiewicza (AWS), Tomasza Michałowskiego (AWS) i Jerzego Pieniążka (SLD).

## Senatorowie IV kadencji

### Senatorowie wybrani 21 września 1997
| Zdjęcie                         |                        | Senator                         | Komitet wyborczy                                              | Województwo                                                           | Dotychczasowy staż parlamentarny                                                 | % Głosów |
| ------------------------------- | ---------------------- | ------------------------------- | ------------------------------------------------------------- | --------------------------------------------------------------------- | -------------------------------------------------------------------------------- | -------- |
| Paweł Abramski                  |                        | Paweł Abramski                  | Akcja Wyborcza Solidarność                                    | olsztyńskie                                                           | poseł na Sejm I kadencji (1991–1993)                                             | 30,50    |
| Jerzy Adamski                   |                        | Jerzy Adamski                   | Sojusz Lewicy Demokratycznej                                  | piotrkowskie                                                          | senator III kadencji (1993–1997)                                                 | 26,65    |
| Piotr Andrzejewski              |                        | Piotr Andrzejewski              | Akcja Wyborcza Solidarność                                    | piotrkowskie                                                          | senator I, II i III kadencji (1989–1997)                                         | 36,98    |
| Zbigniew Antoszewski            |                        | Zbigniew Antoszewski            | Sojusz Lewicy Demokratycznej                                  | łódzkie                                                               | wybrany po raz pierwszy                                                          | 29,81    |
| Franciszek Bachleda-Księdzularz |                        | Franciszek Bachleda-Księdzularz | Akcja Wyborcza Solidarność                                    | nowosądeckie                                                          | senator III kadencji (1993–1997)                                                 | 62,19    |
| Jerzy Baranowski                | Jerzy Baranowski       | Akcja Wyborcza Solidarność      | siedleckie                                                    | wybrany po raz pierwszy                                               | 45,66                                                                            |          |
| Władysław Bartoszewski          |                        | Władysław Bartoszewski          | Unia Wolności                                                 | warszawskie                                                           | wybrany po raz pierwszy                                                          | 43,30    |
| Janusz Bielawski                |                        | Janusz Bielawski                | Sojusz Lewicy Demokratycznej                                  | legnickie                                                             | wybrany po raz pierwszy                                                          | 30,72    |
| Anna Bogucka-Skowrońska         |                        | Anna Bogucka-Skowrońska         | Unia Wolności                                                 | słupskie                                                              | senator I i II kadencji (1989–1993)                                              | 32,70    |
| Jerzy Borcz                     |                        | Jerzy Borcz                     | Akcja Wyborcza Solidarność                                    | krośnieńskie                                                          | wybrany po raz pierwszy                                                          | 37,61    |
| August Chełkowski               | August Chełkowski      | Akcja Wyborcza Solidarność      | katowickie                                                    | senator I, II i III kadencji (1989–1997)                              | 34,61                                                                            |          |
| Jan Chodkowski                  | Jan Chodkowski         | Akcja Wyborcza Solidarność      | ostrołęckie                                                   | senator I i II kadencji (1989–1993)                                   | 31,26                                                                            |          |
| Jan Chojnowski                  | Jan Chojnowski         | Akcja Wyborcza Solidarność      | białostockie                                                  | wybrany po raz pierwszy                                               | 50,01                                                                            |          |
| Andrzej Chronowski              | Andrzej Chronowski     | Akcja Wyborcza Solidarność      | nowosądeckie                                                  | senator III kadencji (1993–1997)                                      | 54,47                                                                            |          |
| Jerzy Chróścikowski             |                        | Jerzy Chróścikowski             | Ruch Odbudowy Polski                                          | zamojskie                                                             | wybrany po raz pierwszy                                                          | 26,81    |
| Wiesław Chrzanowski             |                        | Wiesław Chrzanowski             | Akcja Wyborcza Solidarność                                    | lubelskie                                                             | poseł na Sejm I kadencji (1991–1993)                                             | 45,80    |
| Marian Cichosz                  |                        | Marian Cichosz                  | Polskie Stronnictwo Ludowe                                    | chełmskie                                                             | wybrany po raz pierwszy                                                          | 36,97    |
| Stanisław Cieśla                |                        | Stanisław Cieśla                | Akcja Wyborcza Solidarność                                    | sieradzkie                                                            | poseł na Sejm X kadencji (1989–1991)                                             | 29,79    |
| Jerzy Cieślak                   |                        | Jerzy Cieślak                   | Sojusz Lewicy Demokratycznej                                  | jeleniogórskie                                                        | senator III kadencji (1993–1997)                                                 | 35,57    |
| Jan Cimanowski                  |                        | Jan Cimanowski                  | Akcja Wyborcza Solidarność                                    | skierniewickie                                                        | wybrany po raz pierwszy                                                          | 28,66    |
| Krystyna Czuba                  | Krystyna Czuba         | Akcja Wyborcza Solidarność      | łomżyńskie                                                    | wybrana po raz pierwszy                                               | 47,53                                                                            |          |
| Dorota Czudowska                | Dorota Czudowska       | Akcja Wyborcza Solidarność      | legnickie                                                     | wybrana po raz pierwszy                                               | 39,11                                                                            |          |
| Jolanta Danielak                |                        | Jolanta Danielak                | Sojusz Lewicy Demokratycznej                                  | zielonogórskie                                                        | wybrana po raz pierwszy                                                          | 32,95    |
| Kazimierz Drożdż                | Kazimierz Drożdż       | Sojusz Lewicy Demokratycznej    | wałbrzyskie                                                   | wybrany po raz pierwszy                                               | 34,67                                                                            |          |
| Genowefa Ferenc                 | Genowefa Ferenc        | Sojusz Lewicy Demokratycznej    | kaliskie                                                      | wybrana po raz pierwszy                                               | 31,49                                                                            |          |
| Lech Feszler                    |                        | Lech Feszler                    | Akcja Wyborcza Solidarność                                    | łomżyńskie                                                            | wybrany po raz pierwszy                                                          | 32,46    |
| Józef Frączek                   | Józef Frączek          | Akcja Wyborcza Solidarność      | rzeszowskie                                                   | senator III kadencji (1993–1997) poseł na Sejm I kadencji (1991–1993) | 54,54                                                                            |          |
| Ryszard Gibuła                  |                        | Ryszard Gibuła                  | Sojusz Lewicy Demokratycznej                                  | wałbrzyskie                                                           | senator III kadencji (1993–1997)                                                 | 32,86    |
| Adam Glapiński                  |                        | Adam Glapiński                  | Ruch Odbudowy Polski                                          | tarnowskie                                                            | poseł na Sejm I kadencji (1991–1993)                                             | 30,18    |
| Krzysztof Głuchowski            | Krzysztof Głuchowski   | Ruch Odbudowy Polski            | siedleckie                                                    | wybrany po raz pierwszy                                               | 29,28                                                                            |          |
| Stanisław Gogacz                | Stanisław Gogacz       | Ruch Odbudowy Polski            | lubelskie                                                     | wybrany po raz pierwszy                                               | 34,03                                                                            |          |
| Zbigniew Gołąbek                |                        | Zbigniew Gołąbek                | Sojusz Lewicy Demokratycznej                                  | radomskie                                                             | wybrany po raz pierwszy                                                          | 23,89    |
| Alicja Grześkowiak              |                        | Alicja Grześkowiak              | Akcja Wyborcza Solidarność                                    | toruńskie                                                             | senator I, II i III kadencji (1989–1997)                                         | 46,11    |
| Mieczysław Janowski             | Mieczysław Janowski    | Akcja Wyborcza Solidarność      | rzeszowskie                                                   | wybrany po raz pierwszy                                               | 57,13                                                                            |          |
| Zdzisław Jarmużek               |                        | Zdzisław Jarmużek               | Sojusz Lewicy Demokratycznej                                  | gorzowskie                                                            | senator III kadencji (1993–1997)                                                 | 35,25    |
| Stanisław Jarosz                |                        | Stanisław Jarosz                | Akcja Wyborcza Solidarność                                    | bialskopodlaskie                                                      | wybrany po raz pierwszy                                                          | 31,89    |
| Ryszard Jarzembowski            |                        | Ryszard Jarzembowski            | Sojusz Lewicy Demokratycznej                                  | włocławskie                                                           | senator II i III kadencji (1991–1997)                                            | 38,70    |
| Stefan Jurczak                  |                        | Stefan Jurczak                  | Akcja Wyborcza Solidarność                                    | krakowskie                                                            | senator II i III kadencji (1991–1997)                                            | 44,99    |
| Marian Jurczyk                  |                        | Marian Jurczyk                  | KW Mariana Jurczyka Kandydata na Senatora Ziemi Szczecińskiej | szczecińskie                                                          | wybrany po raz pierwszy                                                          | 38,54    |
| Dorota Kempka                   |                        | Dorota Kempka                   | Sojusz Lewicy Demokratycznej                                  | bydgoskie                                                             | senator III kadencji (1993–1997) poseł na Sejm X kadencji (1989–1991)            | 36,55    |
| Leon Kieres                     |                        | Leon Kieres                     | Samorządowy KW Profesora Leona Kieresa                        | wrocławskie                                                           | wybrany po raz pierwszy                                                          | 33,13    |
| Kazimierz Kleina                |                        | Kazimierz Kleina                | Akcja Wyborcza Solidarność                                    | słupskie                                                              | wybrany po raz pierwszy                                                          | 39,70    |
| Dariusz Kłeczek                 | Dariusz Kłeczek        | Akcja Wyborcza Solidarność      | tarnobrzeskie                                                 | wybrany po raz pierwszy                                               | 36,27                                                                            |          |
| Stefan Konarski                 | Stefan Konarski        | Akcja Wyborcza Solidarność      | bialskopodlaskie                                              | wybrany po raz pierwszy                                               | 29,53                                                                            |          |
| Tadeusz Kopacz                  | Tadeusz Kopacz         | Akcja Wyborcza Solidarność      | elbląskie                                                     | wybrany po raz pierwszy                                               | 35,86                                                                            |          |
| Jerzy Kopaczewski               |                        | Jerzy Kopaczewski               | Sojusz Lewicy Demokratycznej                                  | włocławskie                                                           | senator II i III kadencji (1991–1997)                                            | 33,95    |
| Witold Kowalski                 |                        | Witold Kowalski                 | Akcja Wyborcza Solidarność                                    | przemyskie                                                            | wybrany po raz pierwszy                                                          | 40,51    |
| Krzysztof Kozłowski             |                        | Krzysztof Kozłowski             | Unia Wolności                                                 | krakowskie                                                            | senator I, II i III kadencji (1989–1997)                                         | 32,97    |
| Wojciech Kruk                   | Wojciech Kruk          | Unia Wolności                   | poznańskie                                                    | senator II i III kadencji (1991–1997)                                 | 27,33                                                                            |          |
| Zbigniew Kruszewski             |                        | Zbigniew Kruszewski             | Sojusz Lewicy Demokratycznej                                  | płockie                                                               | wybrany po raz pierwszy                                                          | 33,45    |
| Andrzej Krzak                   |                        | Andrzej Krzak                   | Akcja Wyborcza Solidarność                                    | kaliskie                                                              | wybrany po raz pierwszy                                                          | 31,15    |
| Józef Kuczyński                 |                        | Józef Kuczyński                 | Sojusz Lewicy Demokratycznej                                  | elbląskie                                                             | senator II i III kadencji (1991–1997)                                            | 30,65    |
| Zbigniew Kulak                  | Zbigniew Kulak         | Sojusz Lewicy Demokratycznej    | leszczyńskie                                                  | senator III kadencji (1993–1997)                                      | 33,16                                                                            |          |
| Kazimierz Kutz                  |                        | Kazimierz Kutz                  | Unia Wolności                                                 | katowickie                                                            | wybrany po raz pierwszy                                                          | 35,37    |
| Tadeusz Lewandowski             |                        | Tadeusz Lewandowski             | Akcja Wyborcza Solidarność                                    | jeleniogórskie                                                        | poseł na Sejm I kadencji (1991–1993)                                             | 32,21    |
| Krzysztof Lipiec                | Krzysztof Lipiec       | Akcja Wyborcza Solidarność      | kieleckie                                                     | wybrany po raz pierwszy                                               | 27,90                                                                            |          |
| Grzegorz Lipowski               |                        | Grzegorz Lipowski               | Sojusz Lewicy Demokratycznej                                  | częstochowskie                                                        | wybrany po raz pierwszy                                                          | 30,62    |
| Janusz Lorenz                   | Janusz Lorenz          | Sojusz Lewicy Demokratycznej    | olsztyńskie                                                   | wybrany po raz pierwszy                                               | 34,05                                                                            |          |
| Stanisław Majdański             |                        | Stanisław Majdański             | Akcja Wyborcza Solidarność                                    | zamojskie                                                             | poseł na Sejm X kadencji (1989–1991)                                             | 35,83    |
| Krzysztof Majka                 | Krzysztof Majka        | Akcja Wyborcza Solidarność      | koszalińskie                                                  | wybrany po raz pierwszy                                               | 29,38                                                                            |          |
| Stanisław Marczuk               | Stanisław Marczuk      | Akcja Wyborcza Solidarność      | białostockie                                                  | wybrany po raz pierwszy                                               | 41,17                                                                            |          |
| Jerzy Markowski                 |                        | Jerzy Markowski                 | Sojusz Lewicy Demokratycznej                                  | katowickie                                                            | wybrany po raz pierwszy                                                          | 31,99    |
| Jerzy Masłowski                 |                        | Jerzy Masłowski                 | Akcja Wyborcza Solidarność                                    | chełmskie                                                             | wybrany po raz pierwszy                                                          | 37,07    |
| Zdzisław Maszkiewicz            | Zdzisław Maszkiewicz   | Akcja Wyborcza Solidarność      | radomskie                                                     | wybrany po raz pierwszy                                               | 35,68                                                                            |          |
| Andrzej Mazurkiewicz            | Andrzej Mazurkiewicz   | Akcja Wyborcza Solidarność      | przemyskie                                                    | poseł na Sejm I kadencji (1991–1993)                                  | 47,80                                                                            |          |
| Tomasz Michałowski              | Tomasz Michałowski     | Akcja Wyborcza Solidarność      | częstochowskie                                                | wybrany po raz pierwszy                                               | 39,66                                                                            |          |
| Ireneusz Michaś                 |                        | Ireneusz Michaś                 | Sojusz Lewicy Demokratycznej                                  | ciechanowskie                                                         | senator III kadencji (1993–1997)                                                 | 32,25    |
| Jerzy Mokrzycki                 | Jerzy Mokrzycki        | Sojusz Lewicy Demokratycznej    | koszalińskie                                                  | wybrany po raz pierwszy                                               | 38,03                                                                            |          |
| Janusz Okrzesik                 |                        | Janusz Okrzesik                 | Unia Wolności                                                 | bielskie                                                              | senator III kadencji (1993–1997) poseł na Sejm X kadencji (1989–1991)            | 29,10    |
| Andrzej Ostoja-Owsiany          |                        | Andrzej Ostoja-Owsiany          | Akcja Wyborcza Solidarność                                    | łódzkie                                                               | poseł na Sejm II kadencji (1993–1997)                                            | 31,00    |
| Jerzy Pieniążek                 |                        | Jerzy Pieniążek                 | Sojusz Lewicy Demokratycznej                                  | sieradzkie                                                            | wybrany po raz pierwszy                                                          | 34,15    |
| Krzysztof Piesiewicz            |                        | Krzysztof Piesiewicz            | Akcja Wyborcza Solidarność                                    | warszawskie                                                           | senator II kadencji (1991–1993)                                                  | 49,04    |
| Wiesław Pietrzak                |                        | Wiesław Pietrzak                | Sojusz Lewicy Demokratycznej                                  | suwalskie                                                             | wybrany po raz pierwszy                                                          | 25,58    |
| Zbyszko Piwoński                | Zbyszko Piwoński       | Sojusz Lewicy Demokratycznej    | zielonogórskie                                                | senator III kadencji (1993–1997)                                      | 34,49                                                                            |          |
| Elżbieta Płonka                 |                        | Elżbieta Płonka                 | Akcja Wyborcza Solidarność                                    | gorzowskie                                                            | wybrana po raz pierwszy                                                          | 34,12    |
| Zbigniew Romaszewski            |                        | Zbigniew Romaszewski            | Ruch Odbudowy Polski                                          | warszawskie                                                           | senator I, II i III kadencji (1989–1997)                                         | 39,89    |
| Zygmunt Ropelewski              |                        | Zygmunt Ropelewski              | Akcja Wyborcza Solidarność                                    | suwalskie                                                             | wybrany po raz pierwszy                                                          | 32,84    |
| Tadeusz Rzemykowski             |                        | Tadeusz Rzemykowski             | Sojusz Lewicy Demokratycznej                                  | pilskie                                                               | senator III kadencji (1993–1997)                                                 | 39,78    |
| Janina Sagatowska               |                        | Janina Sagatowska               | Akcja Wyborcza Solidarność                                    | tarnobrzeskie                                                         | wybrana po raz pierwszy                                                          | 49,95    |
| Jacek Sauk                      | Jacek Sauk             | Akcja Wyborcza Solidarność      | szczecińskie                                                  | wybrany po raz pierwszy                                               | 32,38                                                                            |          |
| Andrzej Sikora                  | Andrzej Sikora         | Akcja Wyborcza Solidarność      | tarnowskie                                                    | wybrany po raz pierwszy                                               | 41,71                                                                            |          |
| Dorota Simonides                |                        | Dorota Simonides                | Unia Wolności                                                 | opolskie                                                              | senator I, II i III kadencji (1990–1997) poseł na Sejm VIII kadencji (1980–1985) | 32,34    |
| Roman Skrzypczak                |                        | Roman Skrzypczak                | Akcja Wyborcza Solidarność                                    | leszczyńskie                                                          | wybrany po raz pierwszy                                                          | 28,65    |
| Ryszard Sławiński               |                        | Ryszard Sławiński               | Sojusz Lewicy Demokratycznej                                  | konińskie                                                             | wybrany po raz pierwszy                                                          | 27,49    |
| Jerzy Smorawiński               |                        | Jerzy Smorawiński               | Polskie Stronnictwo Ludowe                                    | poznańskie                                                            | wybrany po raz pierwszy                                                          | 26,65    |
| Jadwiga Stokarska               |                        | Jadwiga Stokarska               | KW Jadwigi Stokarskiej                                        | ostrołęckie                                                           | senator III kadencji (1993–1997)                                                 | 24,99    |
| Henryk Stokłosa                 | Henryk Stokłosa        | KW Henryka Stokłosy             | pilskie                                                       | senator I, II i III kadencji (1989–1997)                              | 33,94                                                                            |          |
| Adam Struzik                    |                        | Adam Struzik                    | Polskie Stronnictwo Ludowe                                    | płockie                                                               | senator II i III kadencji (1991–1997)                                            | 30,26    |
| Jerzy Suchański                 |                        | Jerzy Suchański                 | Sojusz Lewicy Demokratycznej                                  | kieleckie                                                             | wybrany po raz pierwszy                                                          | 31,80    |
| Maciej Świątkowski              |                        | Maciej Świątkowski              | Akcja Wyborcza Solidarność                                    | bydgoskie                                                             | wybrany po raz pierwszy                                                          | 36,17    |
| Bogdan Tomaszek                 | Bogdan Tomaszek        | Akcja Wyborcza Solidarność      | opolskie                                                      | wybrany po raz pierwszy                                               | 29,04                                                                            |          |
| Donald Tusk                     |                        | Donald Tusk                     | Unia Wolności                                                 | gdańskie                                                              | poseł na Sejm I kadencji (1991–1993)                                             | 38,43    |
| Marcin Tyrna                    |                        | Marcin Tyrna                    | Akcja Wyborcza Solidarność                                    | bielskie                                                              | senator III kadencji (1993–1997)                                                 | 50,41    |
| Ligia Urniaż-Grabowska          | Ligia Urniaż-Grabowska | Akcja Wyborcza Solidarność      | skierniewickie                                                | wybrana po raz pierwszy                                               | 25,81                                                                            |          |
| Marek Waszkowiak                | Marek Waszkowiak       | Akcja Wyborcza Solidarność      | konińskie                                                     | wybrany po raz pierwszy                                               | 28,71                                                                            |          |
| Sławomir Willenberg             | Sławomir Willenberg    | Akcja Wyborcza Solidarność      | ciechanowskie                                                 | wybrany po raz pierwszy                                               | 38,93                                                                            |          |
| Edmund Wittbrodt                | Edmund Wittbrodt       | Akcja Wyborcza Solidarność      | gdańskie                                                      | wybrany po raz pierwszy                                               | 51,36                                                                            |          |
| Ireneusz Zarzycki               | Ireneusz Zarzycki      | Akcja Wyborcza Solidarność      | krośnieńskie                                                  | senator III kadencji (1993–1997)                                      | 38,31                                                                            |          |
| Bogdan Zdrojewski               |                        | Bogdan Zdrojewski               | KW Bogdana Zdrojewskiego                                      | wrocławskie                                                           | wybrany po raz pierwszy                                                          | 57,68    |
| Marian Żenkiewicz               |                        | Marian Żenkiewicz               | Sojusz Lewicy Demokratycznej                                  | toruńskie                                                             | poseł na Sejm X, I i II kadencji (1989–1997)                                     | 37,16    |

### Senatorowie wybrani w wyborach uzupełniających
| Zdjęcie            |                    | Senator                      | Komitet wyborczy             | Data wyboru           | Województwo             | Dotychczasowy staż parlamentarny      | % Głosów |
| ------------------ | ------------------ | ---------------------------- | ---------------------------- | --------------------- | ----------------------- | ------------------------------------- | -------- |
| Adam Graczyński    |                    | Adam Graczyński              | Sojusz Lewicy Demokratycznej | 25 czerwca 2000(dts)  | katowickie              | wybrany po raz pierwszy               | 42,98    |
| Marian Noga        | Marian Noga        | Sojusz Lewicy Demokratycznej | 25 czerwca 2000(dts)         | wrocławskie           | wybrany po raz pierwszy | 37,13                                 |          |
| Zbigniew Zychowicz | Zbigniew Zychowicz | Sojusz Lewicy Demokratycznej | 25 czerwca 2000(dts)         | szczecińskie          | wybrany po raz pierwszy | 53,93                                 |          |
| Bogusław Litwiniec | Bogusław Litwiniec | Sojusz Lewicy Demokratycznej | 28 stycznia 2001(dts)        | wrocławskie           | wybrany po raz pierwszy | 46,42                                 |          |
| Adam Rychliczek    |                    | Adam Rychliczek              | Polskie Stronnictwo Ludowe   | 28 stycznia 2001(dts) | chełmskie               | poseł na Sejm II kadencji (1993–1997) | 40,65    |

### Senatorowie, których mandat wygasł w trakcie kadencji (7 senatorów)
| Senator        | Senator              | Data wygaśnięcia mandatu                                     | Przyczyna                                                    | Następca                     | Następca                     |
| -------------- | -------------------- | ------------------------------------------------------------ | ------------------------------------------------------------ | ---------------------------- | ---------------------------- |
|                | August Chełkowski    | 2 grudnia 1999(dts)                                          | śmierć                                                       |                              | Adam Graczyński              |
|                | Bogdan Zdrojewski    | 11 stycznia 2000(dts)                                        | zrzeczenie się mandatu                                       | Marian Noga                  |                              |
| Marian Jurczyk | 24 marca 2000(dts)   | złożenie niezgodnego z prawdą oświadczenia osoby lustrowanej | Zbigniew Zychowicz                                           |                              |                              |
| Leon Kieres    | 30 czerwca 2000(dts) | zrzeczenie się mandatu                                       | Bogusław Litwiniec                                           |                              |                              |
|                | Marian Cichosz       | 1 września 2000(dts)                                         | zrzeczenie się mandatu                                       |                              | Adam Rychliczek              |
|                | Jerzy Mokrzycki      | 21 marca 2001(dts)                                           | złożenie niezgodnego z prawdą oświadczenia osoby lustrowanej |                              | mandat pozostał nieobsadzony |
|                | Zygmunt Ropelewski   | 18 maja 2001(dts)                                            | złożenie niezgodnego z prawdą oświadczenia osoby lustrowanej | mandat pozostał nieobsadzony |                              |

## Przynależność klubowa (stan na koniec kadencji)
Według stanu na koniec IV kadencji senatorowie zrzeszeni byli w następujących klubach i kołach:
- Klub Senatorski Akcji Wyborczej Solidarność (50 senatorów)[66],
- Klub Parlamentarny Sojuszu Lewicy Demokratycznej (31 senatorów)[67],
- Klub Demokratyczny Senatu (7 senatorów)[68],
- Koło Parlamentarne Ruchu Odbudowy Polski (4 senatorów)[69],
- Koło Senatorów Ludowych i Niezależnych (4 senatorów)[70],
- Koło Parlamentarne Alternatywa (1 senator)[71],
- Senator niezrzeszony (1 senator)[72].

| Klub Senatorski Akcji Wyborczej Solidarność | Klub Senatorski Akcji Wyborczej Solidarność | Klub Senatorski Akcji Wyborczej Solidarność | Klub Senatorski Akcji Wyborczej Solidarność |
| --- | --- | --- | --- |
| | | | |
| - Paweł Abramski - Piotr Andrzejewski - Franciszek Bachleda-Księdzularz - Jerzy Baranowski - Anna Bogucka-Skowrońska - Jerzy Borcz - Jan Chodkowski - Jan Chojnowski - Andrzej Chronowski - Wiesław Chrzanowski - Stanisław Cieśla - Jan Cimanowski - Krystyna Czuba | - Dorota Czudowska - Lech Feszler - Adam Glapiński - Alicja Grześkowiak - Mieczysław Janowski - Stanisław Jarosz - Stefan Jurczak - Kazimierz Kleina - Dariusz Kłeczek - Stefan Konarski - Tadeusz Kopacz - Witold Kowalski - Andrzej Krzak | - Tadeusz Lewandowski - Krzysztof Lipiec - Stanisław Majdański - Krzysztof Majka - Stanisław Marczuk - Jerzy Masłowski - Zdzisław Maszkiewicz - Andrzej Mazurkiewicz - Tomasz Michałowski - Andrzej Ostoja-Owsiany - Krzysztof Piesiewicz - Elżbieta Płonka - Janina Sagatowska | - Jacek Sauk - Andrzej Sikora - Roman Skrzypczak - Maciej Świątkowski - Bogdan Tomaszek - Marcin Tyrna - Ligia Urniaż-Grabowska - Marek Waszkowiak - Sławomir Willenberg - Edmund Wittbrodt - Ireneusz Zarzycki |
| Klub Parlamentarny Sojuszu Lewicy Demokratycznej | | | |
| | | | |
| - Jerzy Adamski - Zbigniew Antoszewski - Janusz Bielawski - Jerzy Cieślak - Jolanta Danielak - Kazimierz Drożdż - Genowefa Ferenc - Ryszard Gibuła | - Zbigniew Gołąbek - Adam Graczyński - Zdzisław Jarmużek - Ryszard Jarzembowski - Dorota Kempka - Jerzy Kopaczewski - Zbigniew Kruszewski - Józef Kuczyński                                                                                 | - Zbigniew Kulak - Grzegorz Lipowski - Bogusław Litwiniec - Janusz Lorenz - Jerzy Markowski - Ireneusz Michaś - Marian Noga - Jerzy Pieniążek | - Wiesław Pietrzak - Zbyszko Piwoński - Tadeusz Rzemykowski - Ryszard Sławiński - Jerzy Suchański - Zbigniew Zychowicz - Marian Żenkiewicz                                                                      |
| Klub Demokratyczny Senatu | | | |
| | | | |
| - Władysław Bartoszewski - Krzysztof Kozłowski | - Wojciech Kruk - Kazimierz Kutz | - Janusz Okrzesik - Dorota Simonides | - Donald Tusk |
| Koło Parlamentarne Ruchu Odbudowy Polski | | | |
| | | | |
| - Jerzy Chróścikowski | - Krzysztof Głuchowski | - Stanisław Gogacz | - Zbigniew Romaszewski |
| Koło Senatorów Ludowych i Niezależnych | | | |
| | | | |
| - Adam Rychliczek | - Jerzy Smorawiński | - Henryk Stokłosa | - Adam Struzik |
| Koło Parlamentarne Alternatywa | | | |
| | | | |
| - Józef Frączek | | | |
| Senator niezrzeszony | | | |
| | | | |
| - Jadwiga Stokarska | | | |

## Przewodniczący komisji
| Komisja                                                     | Data wyboru          | Przewodniczący komisji                | Przewodniczący komisji       |
| ----------------------------------------------------------- | -------------------- | ------------------------------------- | ---------------------------- |
| Komisja Gospodarki Narodowej                                | 7 listopada 1997     |                                       | Kazimierz Kleina (AWS)       |
| Komisja Kultury i Środków Przekazu                          | 7 listopada 1997     | Krystyna Czuba (AWS)                  |                              |
| Komisja Nauki i Edukacji Narodowej                          | 7 listopada 1997     | August Chełkowski (AWS)               |                              |
| Komisja Nauki i Edukacji Narodowej                          | 15 stycznia 2000     | Edmund Wittbrodt (AWS)                |                              |
| Komisja Nauki i Edukacji Narodowej                          | 2 sierpnia 2000      | Jan Cimanowski (AWS)                  |                              |
| Komisja Obrony Narodowej                                    | 7 listopada 1997     | Stefan Jurczak (AWS)                  |                              |
| Komisja Ochrony Środowiska                                  | 7 listopada 1997     | Franciszek Bachleda-Księdzularz (AWS) |                              |
| Komisja Praw Człowieka i Praworządności                     | 7 listopada 1997     |                                       | Zbigniew Romaszewski (ROP)   |
| Komisja Regulaminowa i Spraw Senatorskich                   | 21 października 1997 |                                       | Ireneusz Zarzycki (AWS)      |
| Komisja Rodziny i Polityki Społecznej                       | 7 listopada 1997     | Dariusz Kłeczek (AWS)                 |                              |
| Komisja Rolnictwa i Rozwoju Wsi                             | 7 listopada 1997     |                                       | Józef Frączek (Alternatywa)  |
| Komisja Samorządu Terytorialnego i Administracji Państwowej | 7 listopada 1997     |                                       | Mieczysław Janowski (AWS)    |
| Komisja Spraw Emigracji i Polaków za Granicą                | 7 listopada 1997     | Janina Sagatowska (AWS)               |                              |
| Komisja Spraw Zagranicznych                                 | 7 listopada 1997     |                                       | Władysław Bartoszewski (KDS) |
| Komisja Spraw Zagranicznych                                 | 2 sierpnia 2000      |                                       | Krzysztof Majka (AWS)        |
| Komisja Ustawodawcza                                        | 7 listopada 1997     | Piotr Andrzejewski (AWS)              |                              |
| Komisja Zdrowia, Kultury Fizycznej i Sportu                 | 7 listopada 1997     | Maciej Świątkowski (AWS)              |                              |
| Komisja Nadzwyczajna Legislacji Europejskiej                | 9 sierpnia 2000      | Wiesław Chrzanowski (AWS)             |                              |

Żaden z senatorów nie pełnił tej samej funkcji w Senacie III kadencji.